# Ludwig Thienemann
Pour les articles homonymes, voir Thienemann.
Friedrich August Ludwig Thienemann est un médecin et un naturaliste saxon, né le 25 décembre 1793 à Gleina et mort le 24 juin 1858 dans les environs de Dresde.

## Biographie
Il est le fils de Johann August Thienemann (1749-1812) et de Johanne Eleonora Friederike née Schreiber (1757-1809). Il obtient son titre de docteur en médecine en 1819 et voyage deux ans à travers l'Europe. Il se rend en Islande où il demeure durant treize mois. Il publie le compte rendu de son voyage en 1824-1827. En 1822, il s'installe à Leipzig où il enseigne la zoologie à l'université de la ville et devient le conservateur du cabinet d'histoire naturelle de Dresde en 1825. Il est le fondateur de l'éphémère journal ornithologique Rhea dont deux numéros paraissent en 1846 et en 1849.
Avec son frère, le pasteur Wilhelm Thienemann (1781-1863) et Christian Ludwig Brehm (1787-1864), il travaille sur la classification et la reproduction des oiseaux d'Europe. En 1839, la Royal Society l'appelle pour occuper la fonction de bibliothécaire mais sa santé fragile l'empêche d'accepter ce poste.